# Dubiaranea turbidula
Dubiaranea turbidula är en spindelart som först beskrevs av Eugen von Keyserling 1886.  Dubiaranea turbidula ingår i släktet Dubiaranea och familjen täckvävarspindlar. Inga underarter finns listade i Catalogue of Life.